# Moskwitsch-412
Der Moskwitsch-412 (russisch Москвич-412) ist ein sowjetischer Personenwagen der unteren Mittelklasse, der von 1967/69 bis 1976 gebaut wurde.
Der Hersteller war das Moskauer Kleinwagenwerk MZMA (russisch МЗМА, kurz für Московский завод малолитражных автомобилей, transkribiert Moskowski Sawod Malolitraschnych Awtomobilej, bekannt durch die Verwendung des Markennamens Moskwitsch), das 1968 in Automobilwerk des Leninschen Komsomol, kurz AZLK (russisch АЗЛК, Автомобильный завод имени Ленинского комсомола, Awtomobilny sawod imeni Leninskowo komsomola) umbenannt wurde. Basierend auf dem Moskwitsch-412 entstanden außerdem eine Version als Kombi (als Moskwitsch-427 bezeichnet) und ein dreitüriger Lieferwagen (Moskwitsch-434). Die Produktion des Moskwitsch-412 und davon abgeleiteter Typen erfolgte auch im Zweigwerk Ischmasch.
Das Fahrzeug war eine Weiterentwicklung des Moskwitsch-408 und kombinierte dessen robuste Bauweise mit einem neuen Leichtmetallmotor, der eine 50 % höhere Leistung erbrachte als der Motor des Vorgängers. Mit einem seriennahen Moskwitsch-412 wurde 1974 die internationale ADAC Rallye Tour de Europe gewonnen, die über 14.800 km durch Europa und Vorderasien führte.

## Fahrzeuggeschichte
Im Jahr 1964 hatte MZMA mit dem Moskwitsch-408 ein Fahrzeug vorgestellt, das mit seiner modernisierten Karosserie, seinem soliden Aufbau und seiner Wartungsfreundlichkeit ein ideales Fahrzeug für den russischen Inlandsmarkt wurde. Es wurde aber auch schon als Moskwitsch Scaldia, Moskwitsch Carat oder Moskvich Elite in viele Länder exportiert. 1966 brachte das britische Motor-Magazin unter der Überschrift „Ein russisches Paradoxon“ einen ausführlichen Test heraus, in dem der Wagen für sein robustes, komfortables Fahrwerk, seine Wartungsfreundlichkeit und seinen unermüdlichen Motor einiges Lob bekam. Man vermerkte aber auch, dass „der Mangel an Aufmerksamkeit für Themen wie Vibrationen und Getriebegeräusche, schwergängige Bremsen und die schlechte Beschleunigung viel von der Sahne aus der Borschtsch genommen hat“.
Als 1967 der neue Moskwitsch-412 erschien, betrafen seine Verbesserungen jeden dieser Punkte. Der Hersteller übernahm zwar die bewährte Karosserie, das komfortable Fahrwerk und die Wartungsfreundlichkeit des Vorgängers. Er war mit dem Moskwitsch-408 aber dank seines neuen Motors nicht mehr vergleichbar, denn die Leistung des Fahrzeugs war um 50 % von 50 PS auf 75 PS (55 kW) gestiegen. Das Getriebe wurde verbessert und die Bremsleistungen wurden der neuen Motorleistung angepasst, sodass der Moskwitsch-412 erstmals im sozialistischen Pkw-Bau für den Bevölkerungsbedarf einen Unterdruckbremskraftverstärker erhielt. Später war er auch der erste, der mit einer Sicherheitslenksäule ausgerüstet wurde, die sich bei einem Aufprall zusammenschiebt.
Über den tatsächlichen Produktionsbeginn des Moskwitsch-412 gibt es unterschiedliche Angaben. Der Hersteller sowie offizielle sowjetische Stellen nennen als Produktionsbeginn 1967, sowohl im Werk in Moskau als auch in Ischewsk. Nach Angaben von L. M. Schugurow, damaliges Mitglied des Redaktionskollegiums der sowjetischen Automobilzeitschrift sa ruljem, sei mit dem Bau des Moskwitsch-412 im Moskauer Werk im Jahr 1968 begonnen worden. Von Werner Oswald, Eberhard Kittler und Michael Dünnebier wird der Produktionsbeginn mit 1969 angegeben. Die KFT schreibt, in den ersten Jahren seien nur „Einzelstücke“ des Moskwitsch-412 gebaut worden.

### Motor

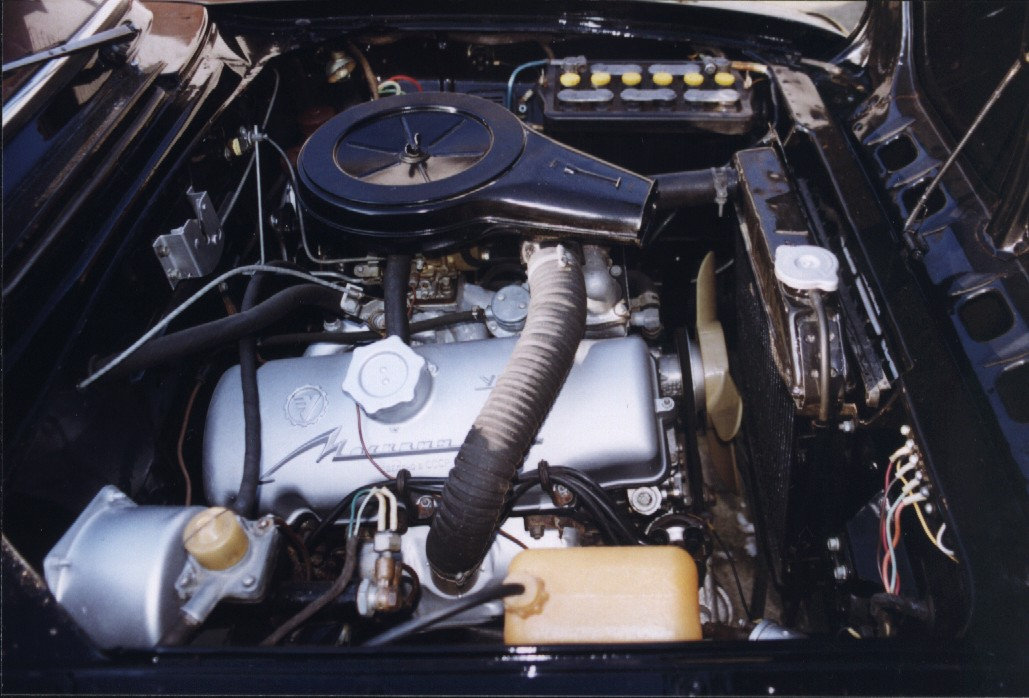
Der 1500-cm³-OHC-Aluminiummotor des Moskwitsch-412

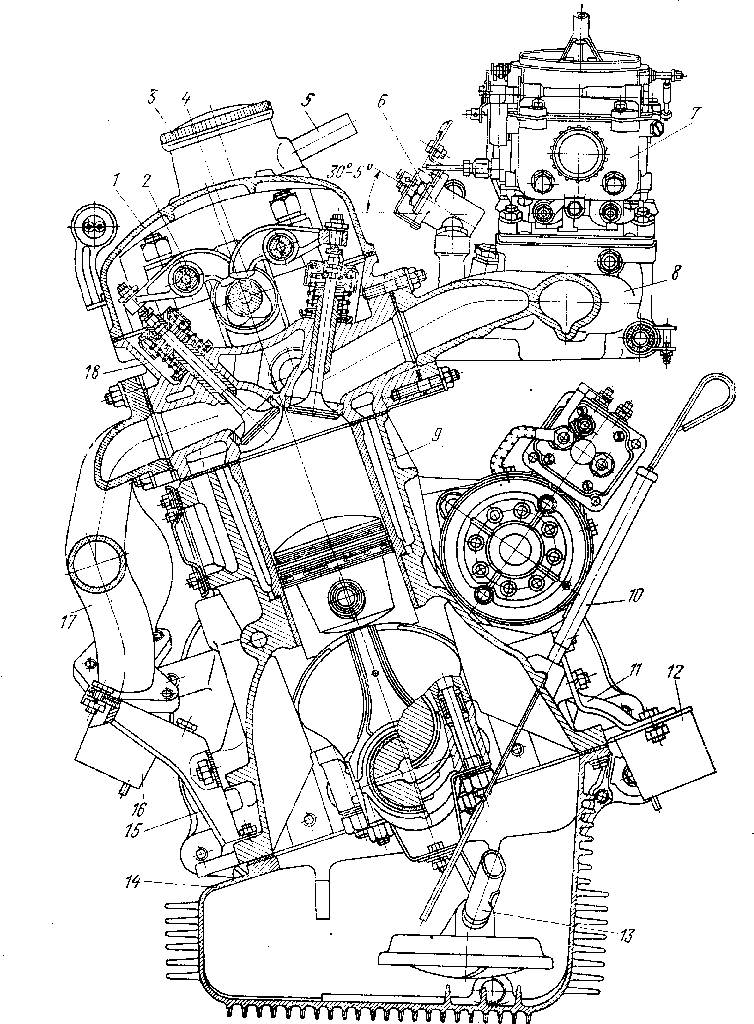
Schnittzeichnung des Motors

Der Leichtmetallmotor mit der Bezeichnung UZAM-412 war die wichtigste Neuerung am Moskwitsch-412. Erste Prototypen erschienen 1964, die Serienproduktion begann 1967. Die Produktion der Motoren erfolgte zumindest teilweise in einem Werk in der baschkirischen ASSR in Ufa. Der Motor hat einen Hubraum von 1478 cm³, leistet 75 PS (80 PS nach SAE) und der Wagen erreicht mit ihm eine Höchstgeschwindigkeit von mindestens 140 km/h laut Werk, zeitgenössische Fahrzeugtests maßen Geschwindigkeiten bis 150 km/h.
Der neue Motor brachte folgende Neuerungen mit sich:
- Leichtmetallmotorblock mit austauschbaren Zylinderlaufbuchsen („nasse Zylinderlaufbuchsen“)
- Querstromzylinderkopf aus Aluminium mit halbkugelförmigen Brennräumen (Hemi-Bauweise) und V-förmig angeordneten Ventilen
- obenliegende Nockenwelle, angetrieben über eine Steuerkette (OHC)

Der in der Mitte der 1960er-Jahre entworfene neue OHC-Motor des Moskwitsch-412 orientierte sich in vielen Dingen an dem von BMW Anfang der 1960er-Jahre entwickelten M10-Motor für die „Neue Klasse“, der damals viele moderne Konstruktionsmerkmale des Automobilmotorenbaus in sich vereinte. Es gibt aber keine Teile, die bei den beiden Motoren untereinander austauschbar sind. Ein wesentlicher Unterschied besteht im Motorblock, der beim M10 aus Grauguss, beim 412-er aus Aluminium mit wechselbaren Zylinderlaufbuchsen besteht. Er wurde unverändert bis Ende der 1980er-Jahre noch in weitere zwei Fahrzeuggenerationen eingebaut (alle Moskwitsch-2140 und alle 1500 cm³-Modelle des Moskwitsch-2141).

### Karosserie

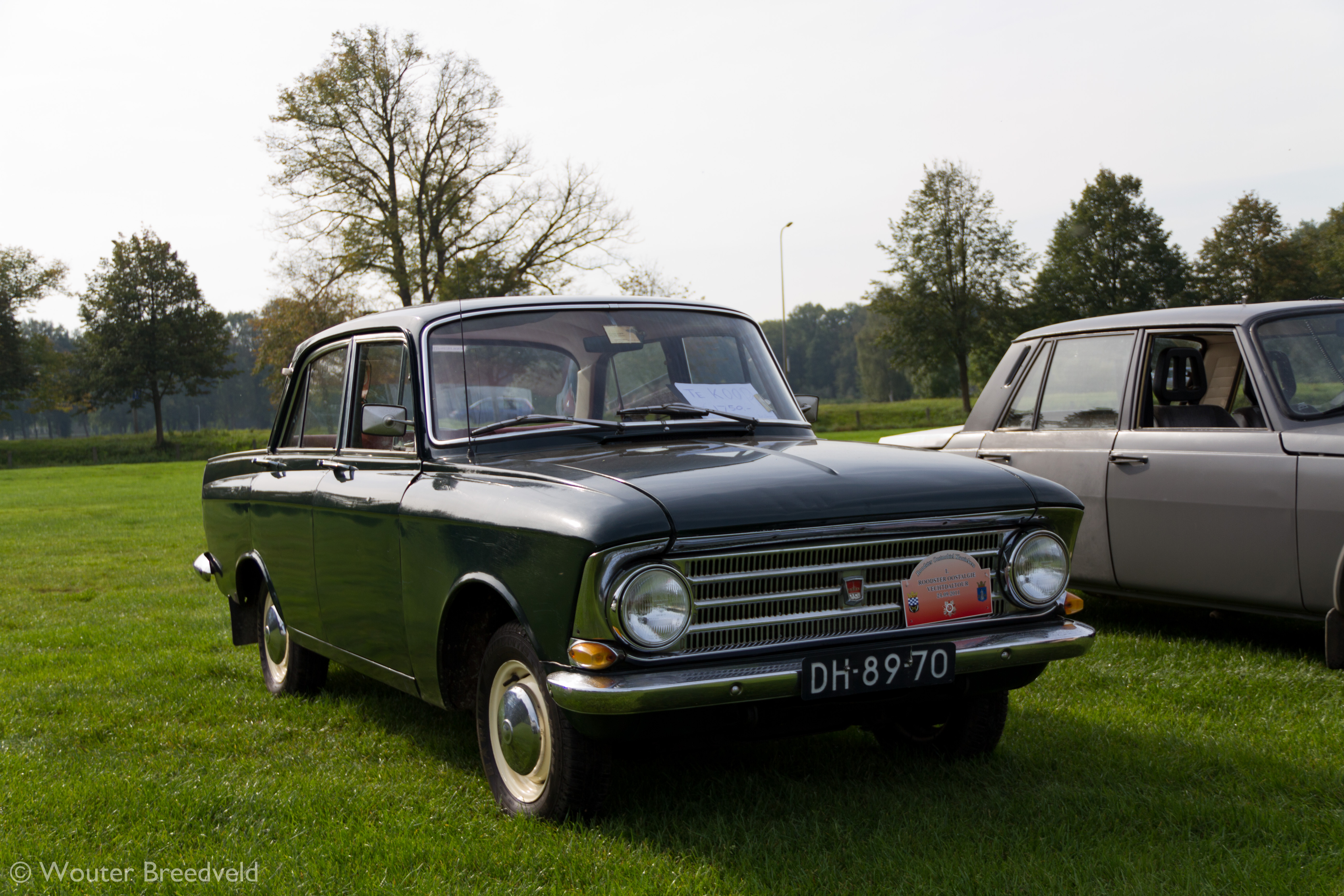
Früher Moskwitsch-412 mit runden Scheinwerfern bei einem Oldtimertreffen (2011)

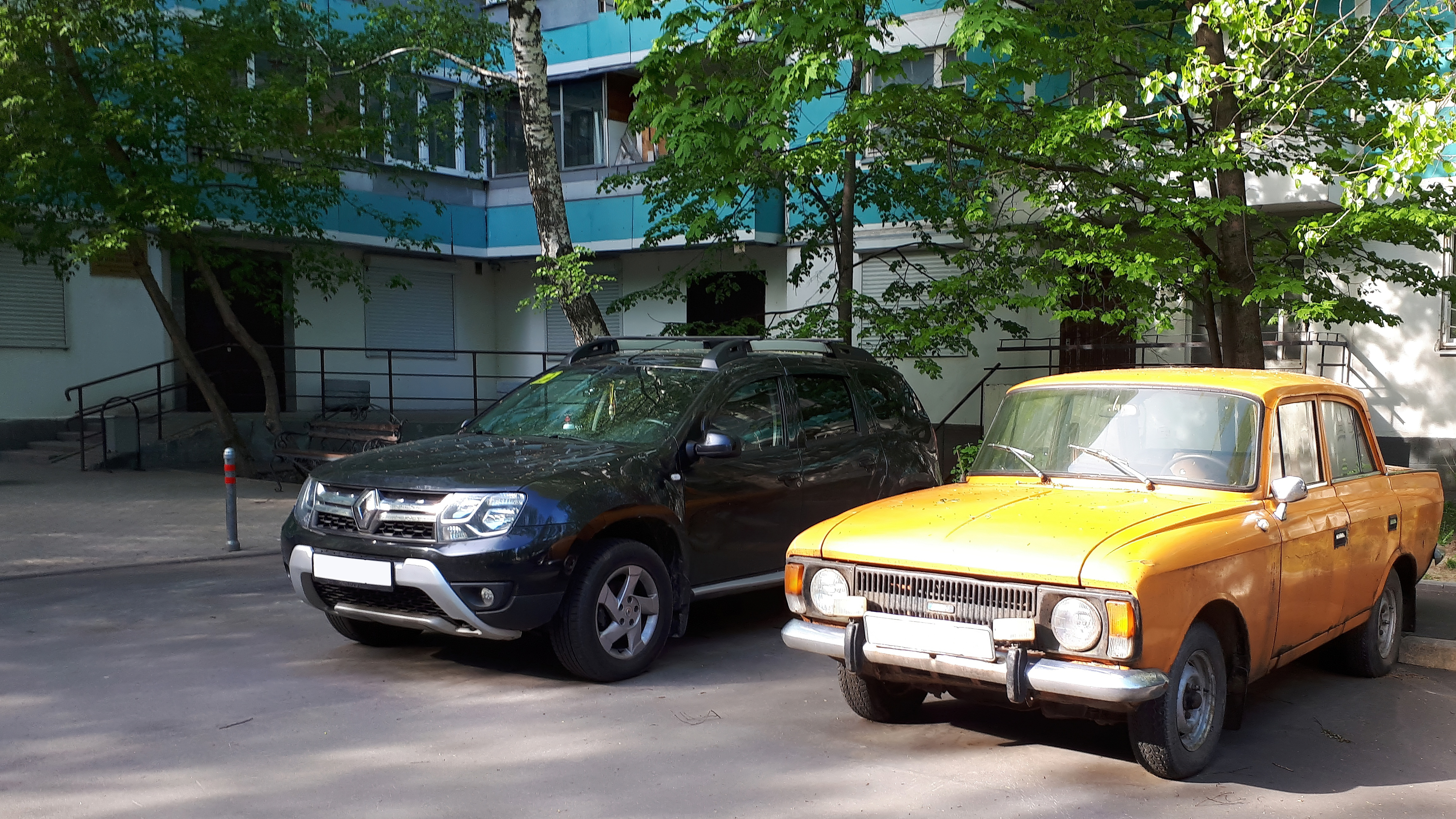
Izh-412-028

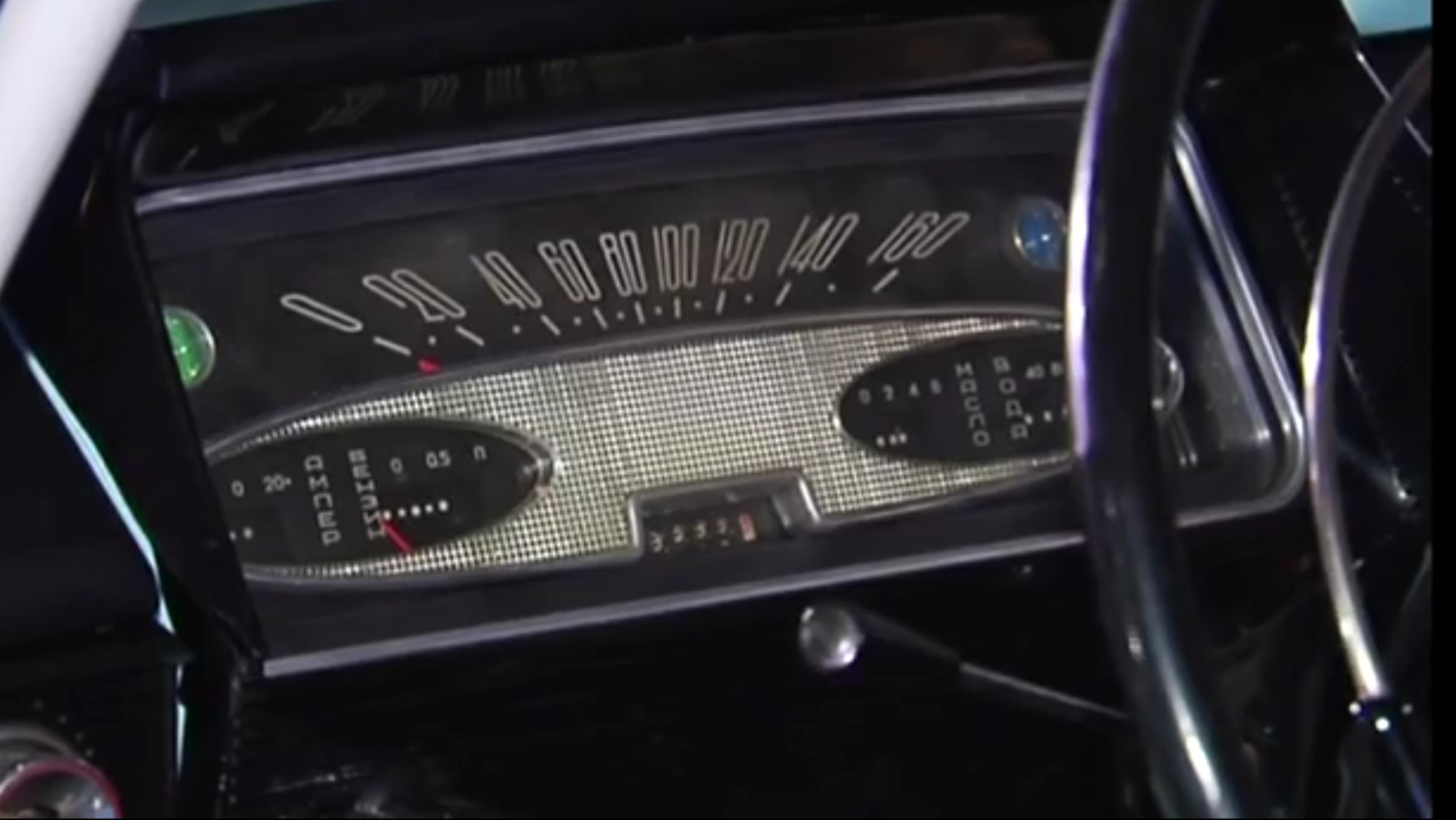
Tacho des Moskwitsch-412 von 1967 bis 1974

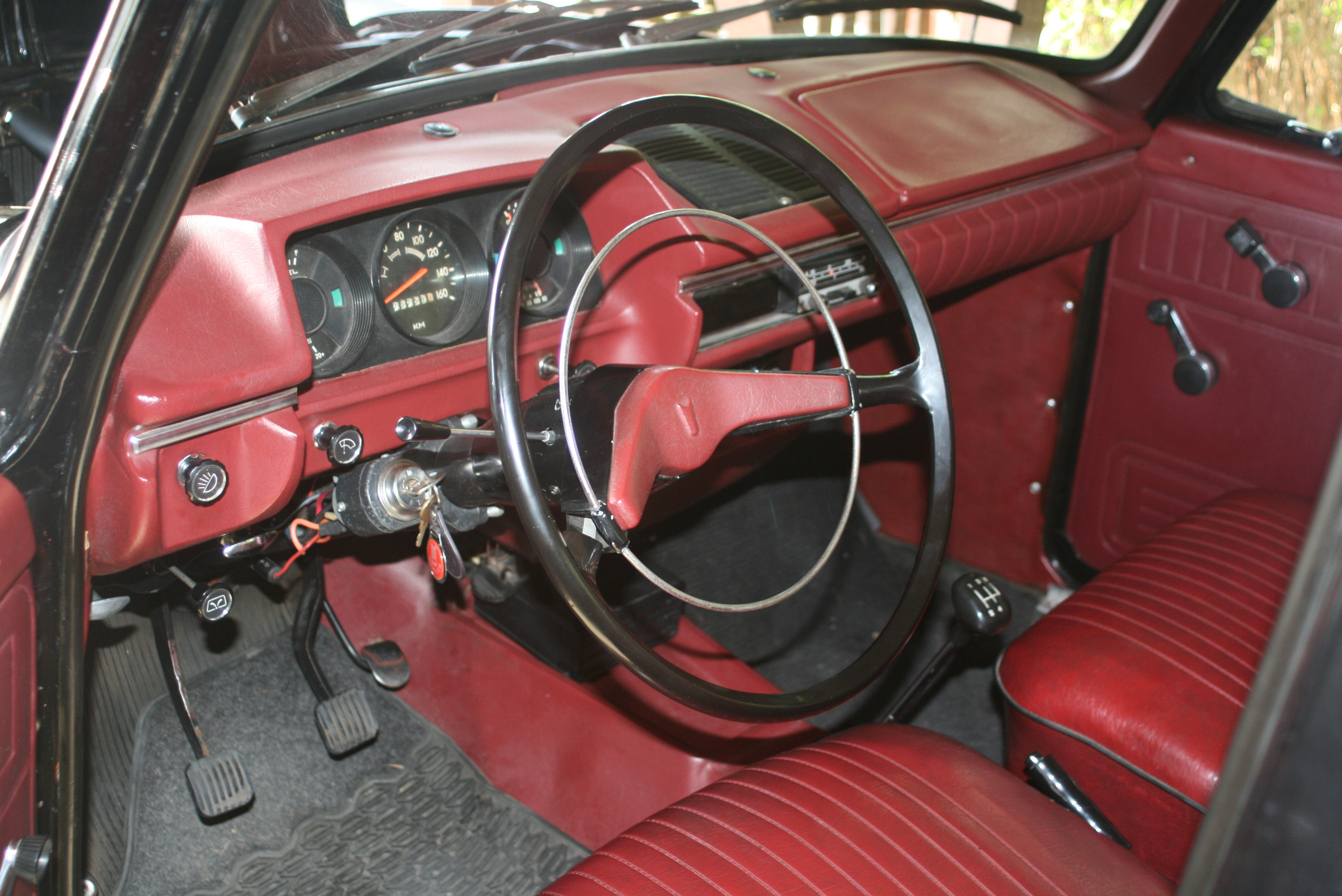
Moskwitsch-412IE Baujahr 1975, Interieur

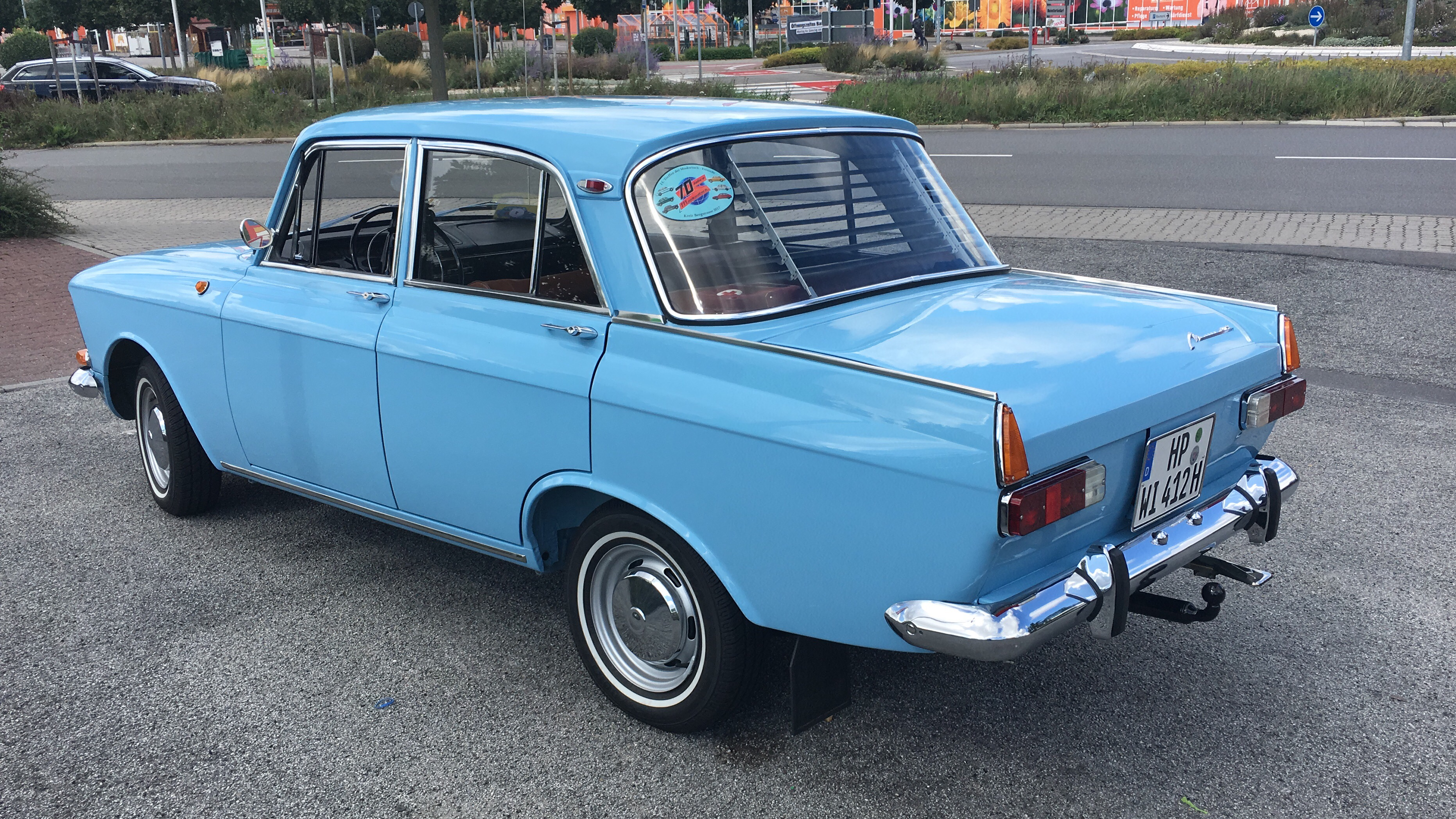
Moskwitsch-412IE Baujahr 1973, Heckansicht

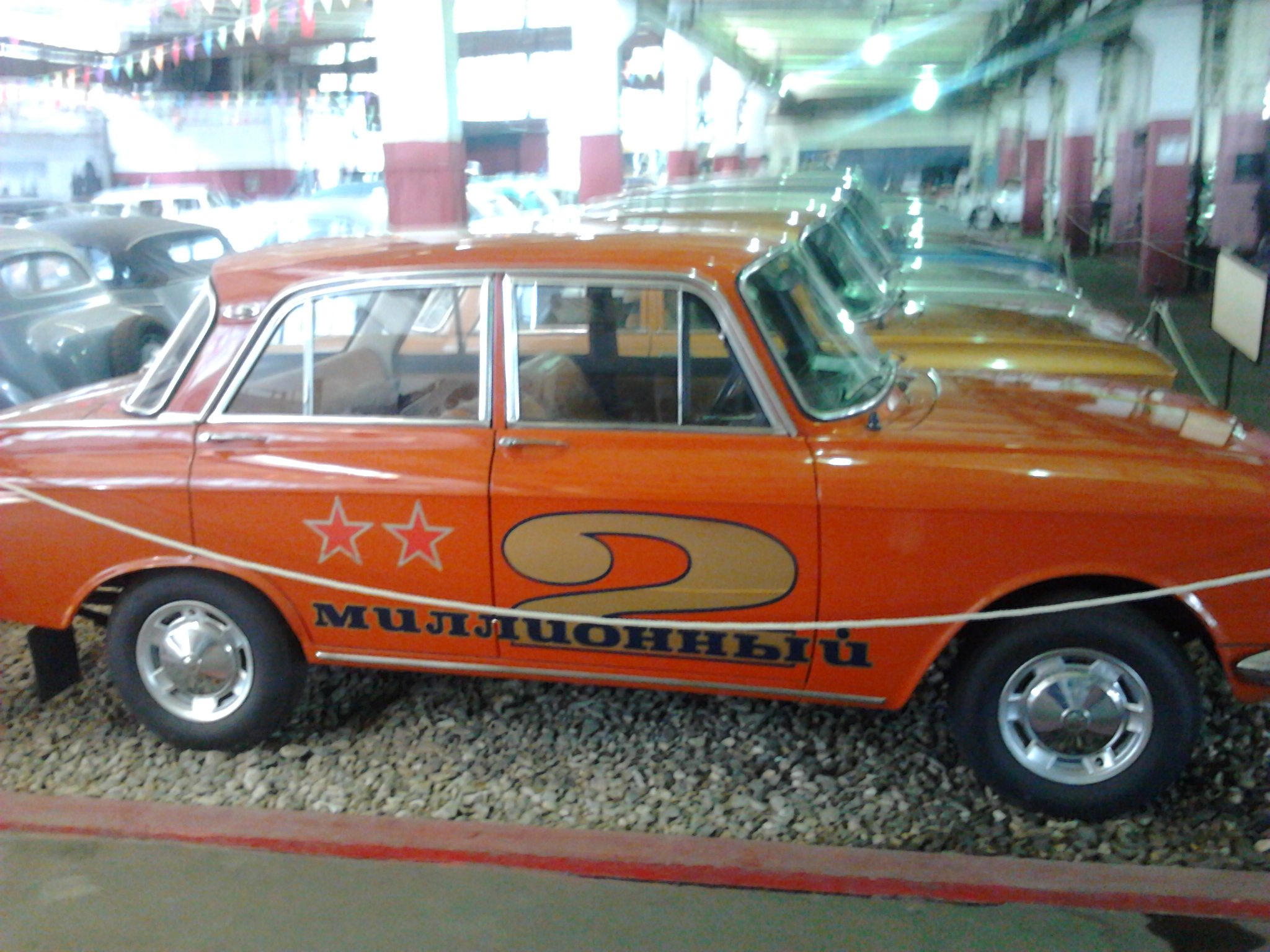
Der zweimillionste Moskwitsch war ein Moskwitsch-412

Die ersten Werksbilder von 1967 zeigen den neuen Moskwitsch-412 zwar bereits mit den Rechteckscheinwerfern des Wartburg 353 und horizontalen Heckleuchten, so ging er aber zunächst doch nicht in Serie. Wahrscheinlich aus Kapazitätsgründen wurde das Modell 412 mit Beginn seiner Serienproduktion immer parallel zum Modell 408 gebaut, es unterschied sich in der äußerlichen Karosserieform zu keiner Zeit.
Moskwitsch-412 - 1967 bis 1968
Der Moskwitsch-412 übernahm die Karosserie des Moskwitsch-408 mit den einfachen oder doppelten Rundscheinwerfern und vertikalen Heckleuchten. Die äußerlich erkennbaren Unterschiede zwischen den beiden Typen waren sehr gering: Manche Modelle bekamen den Schriftzug Moskwitsch-412. Der Tacho des Typs 412 zeigte als Endgeschwindigkeit 160 statt 140 km/h. Diese frühen 412-er Modelle mit Rundscheinwerfern aus den Jahren 1967 bis 1969 findet man heute nur noch sehr selten. Der Hauptgrund hierfür war die anfangs noch geringe Stückzahl durch den parallelen Aufbau und Umzug von MZMA in die neuen Produktionsanlagen in Moskau. In Deutschland sind Fahrzeuge vom Typ 412 mit Rundscheinwerfern nicht bekannt, da der Import erst später begann.
Moskwitsch-412IE - 1969 bis 1976
Das Jahr 1969 brachte für den Moskwitsch-412 (wie auch für den Typ 408) das Facelift mit Rechteckscheinwerfern und horizontalen Rückleuchten. Die Scheinwerfer wurden von Ruhla Elektrik in Brotterode hergestellt. Mit der überarbeiteten Karosserie kamen einberechnete Knautschzonen und ein Innenraum ohne verletzungsgefährdende Bedienelemente, um die neuen internationalen Richtlinien zur Fahrzeugsicherheit der UNECE zu erfüllen und exportfähig zu bleiben. Die Bezeichnung IE (russisch ИЭ) steht für „исполнение экспортное“, wörtlich übersetzt „Export-Ausführung“. Später erhielten die Export-Modelle zusätzlich eine Sicherheitslenksäule. Seinerzeit waren Moskwitsch-408 und -412 äußerlich nicht zu unterscheiden, lediglich ein heruntergezogenes Auspuffendstück verriet den stärkeren Motor. Technische Unterschiede zum Typ 408 waren neben dem Motor der Mittelschalthebel und der Bremskraftverstärker.
Die Modelle wurden bis 1975/76 gebaut und dann zu den Typen 2140 und 2138 weiterentwickelt. Auch hier blieb es bei dem Grundsatz, für beide Modelle die gleiche Karosserie zu nutzen. Möglicherweise war es ursprünglich vorgesehen, dass der Moskwitsch-408 gänzlich vom Typ 412 abgelöst wird. Tatsächlich wurde er aber für den inländischen Markt in der Sowjetunion und geringe Exportzahlen immer noch weiter parallel und als Moskwitsch-2138 bis in die 1980er-Jahre hinein gebaut. Ein Grund hierfür war, dass der Motor des Moskwitsch-408 im Gegensatz zu dem des Moskwitsch-412 und der neuen Lada-Modelle auch mit dem in der Sowjetunion weit verbreitetem Niedrigoktanbenzin auskam.
1976 wurde der Moskwitsch-412 vom Moskwitsch-2140 abgelöst. Gemessen an seinen technischen Leistungen (s. u., internationaler Motorsport) und an den Exporten (1975 exportierte AZLK in 70 Länder der Welt) ist davon auszugehen, dass der Moskwitsch-412 der erfolgreichste Moskwitsch war. Keiner seiner Vorgänger und keiner seiner Nachfolger konnten sich im internationalen Vergleich ähnlich behaupten.
Obwohl es an erfolgversprechenden Prototypen (Moskwitsch Serie 3-5 von 1970, Moskwitsch Serie S von 1975) nicht mangelte, gab es bei seinem Nachfolger, dem Moskwitsch-2140, nur äußerliche Verbesserungen, ohne Modernisierung von Fahrwerk, Getriebe, Karosseriekörper und Motor.

## Erfolge im internationalen Motorsport

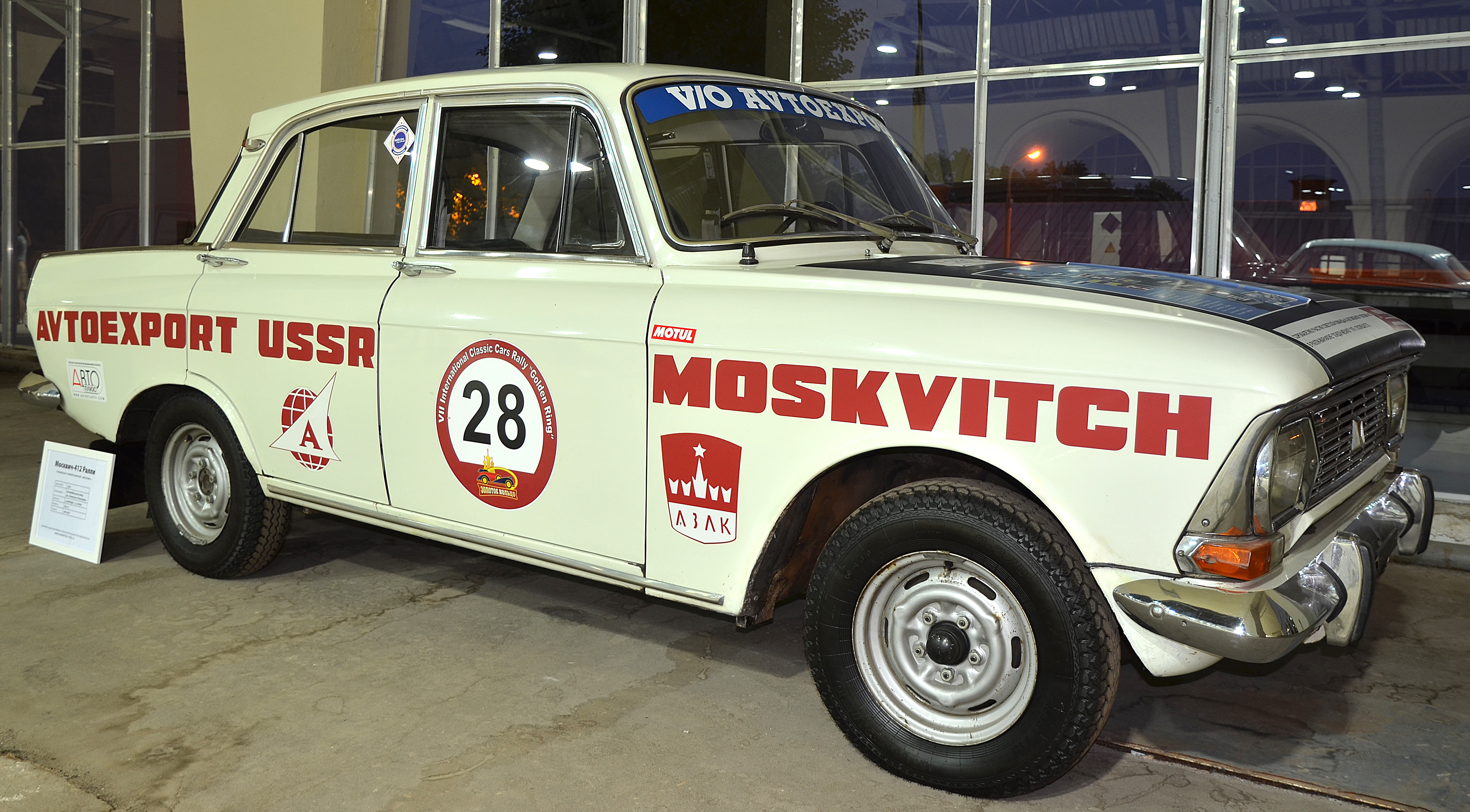
Москвич-412 Rallye

Im Jahr 1968 nahmen erstmals vier Moskwitsch-412 an der 15.000 km langen Rallye London–Sydney (London-Sydney Marathon) teil. Äußerlich hatten die Fahrzeuge noch die „alte“ 408-er Karosserie, innen arbeitete schon der neue 1500er Leichtmetallmotor. Sie waren die einzigen Teilnehmer aus sozialistischer Produktion und sie waren nahezu unbekannte Exoten. Die Rallye war mörderisch und etwa die Hälfte aller gestarteten internationalen Fahrzeuge blieben unterwegs liegen. Aber alle vier Moskwitsch kamen zur Überraschung der internationalen Presse am Ziel an. Nach diesem Erfolg stiegen die Exportzahlen deutlich an.
Später wiederholten sich diese Langstreckenrallye-Erfolge bei der World Cup Rallye 1970, bei der nach sagenhaften 25.000 km von über 100 gestarteten Fahrzeugen nur noch 23 in Mexico-Stadt ankamen. Drei davon waren Moskwitsch-412.
Den bedeutendsten Sieg errang Stasis Brundsa noch 1974 mit einem Moskwitsch-412 bei der ADAC Rallye Tour d’Europe. Er gewann hier den Gesamtsieg bei einer internationalen Langstrecken-Rallye, die sonst mit Fahrzeugen wie dem Opel Ascona 16 (1973) oder dem Porsche Carrera RS (1975) gewonnen wurde.
Diese Erfolge waren für Außenstehende zunächst überraschend. Sie hatten aber Kontinuität und erklärten sich bei näherem Hinsehen aus den Grundeigenschaften des Moskwitsch-412, seiner robusten Bauweise kombiniert mit einem starken und zuverlässigen Motor und einer hervorragenden Wartungsfreundlichkeit. Der ehemalige Rennfahrer John Bolster fasste diese Eigenschaften 1971 in seinem Artikel über den Moskwitsch-412 sehr treffend zusammen. Die Erfolge des Moskwitsch-412 bei internationalen Langstreckenrallyes blieben im Vergleich mit seinen Vorgängern und Nachfolgern aus dem eigenen Haus, aber auch im Vergleich mit allen anderen PKWs im sozialistischen Automobilbau unerreicht.

## Der Moskwitsch-412 in der DDR
Erste Ankündigungen des Moskwitsch-412 erschienen in der Motorpresse der DDR bereits im Jahr 1967. Bis zum Beginn des Importes musste man sich jedoch noch 5 Jahre gedulden, die ersten Importe kamen erst 1972. Der westliche Exportmarkt wurde früher bedient. Äußerlich unterschied sich der Wagen nicht von seinem kleinen Bruder, dem Typ 408, der in der Facelift-Karosserie als Typ 408IE bereits seit 1970 importiert wurde. 
Die privaten Autokäufer waren geteilter Meinung, denn parallel kamen ab Anfang der 1970er-Jahre Polski Fiat sowie die neuen Modelle Lada-1200 und 1300 und Dacia 1300 in die DDR – alles Lizenzbauten westlicher Hersteller mit moderner Karosserie und besseren Fahreigenschaften auf befestigter Fahrbahn. So kam es, dass der Moskwitsch-412 trotz seiner überlegenen Motorisierung zwischenzeitlich sogar ohne Wartezeit erhältlich war. Robustheit, Fahrwerk, Fahrleistungen als Zugfahrzeug und nicht zuletzt die Wartungsfreundlichkeit machten den Moskwitsch-412 aber immer noch für viele Käufer interessant. Da das Fahrzeug für den ländlichen Bereich besonders gut geeignet war, traf man es dort häufiger an. Der Moskwitsch diente über Jahrzehnte als Dienstwagen für die Landwirtschaft oder für die Landarztambulatorien der DDR. Neu kostete der Moskwitsch-412 in der DDR 18.500 Mark.
Privatfahrzeuge blieben in der DDR bis 1989 ein selten ausgetauschtes und wertvolles Gut. So wurde auch der Moskwitsch-412 bis zur Wende intensiv genutzt und von Werkstätten wie auch von versierten Privatleuten immer wieder instand gesetzt und modernisiert, wobei ihm seine Wartungsfreundlichkeit und seine Kompatibilität zum Nachfolger Moskwitsch-2140 zugutekam. Nach der Wende verschwanden die überalterten Fahrzeuge allerdings sehr schnell aus dem Straßenbild.
Die Kombivariante Moskwitsch-427 wurde ab 1975 importiert, diese Fahrzeuge wurden allerdings nur an gesellschaftliche Bedarfsträger verkauft. Auch der Kastenwagen Moskwitsch-434 wurde importiert und vor allem im kommunalen Bereich als Lieferwagen genutzt.

## Testberichte
Der Deutscher Straßenverkehr führte 1971 aus, dass das Fahrwerk zwar eigenwillig, doch nach Gewöhnung gut beherrschbar sei und zeigte sich begeistert von den Leistungsdaten des Fahrzeugs, das zu Importbeginn immerhin der schnellste PKW war, der für den Bevölkerungsbedarf zur Verfügung stand.
Die KFT bemängelte 1973 das inzwischen veraltete Fahrwerk, insbesondere die zum „Trampeln“ neigende Hinterachse und nach wie vor erhebliche Nick- und Wankbewegungen der Karosserie. Während der Moskwitsch bei griffiger Fahrbahn untersteuerte, ergab sich bei Unebenheiten abrupt ein stark übersteuerndes Kurvenverhalten wegen der schnell in Unruhe geratenden Hinterachse. Radialreifen verbesserten das Fahrverhalten zwar erheblich, hatten jedoch gleichzeitig ausgeprägte Komforteinbußen durch Poltern auf Pflasterstraßen zur Folge. Die eher ungewöhnliche Kombination aus Unterdruckservomotor und selbstverstärkenden Duplex-Trommelbremsen ergab eine schlechte Dosierbarkeit der Bremsen, und bei höheren Geschwindigkeiten trat erhebliches Fading auf. Der immer noch moderne Motor wurde weiterhin für die gute und kräftige Leistungsentfaltung vor allem bei höheren Drehzahlen, für seine Laufruhe bei niedrigen Drehzahlen und für seine Durchzugskraft gelobt. Das Kaltlaufverhalten des Wagens erwies sich bis 60 Grad Motortemperatur als problematisch und die an den Kühlwasserkreislauf angeschlossenen Saugrohrerwärmung konnte dieses Problem nicht ausreichend beheben. Die Höchstgeschwindigkeit wurde mit 142 km/h gemessen, wobei voll eingefahrene Motoren auch 150 km/h nahekämen. Der Kraftstoffverbrauch betrug 11,1 l/100 km. Empfohlen wurde der Moskwitsch-412 letztlich für Geländefahrten und Langstrecken mit hohem Autobahnanteil. In einem späteren Test wurde die schlechte Verarbeitungsqualität im Innenraum kritisiert. Der Motor neigte im Hängerbetrieb stark zum Klingeln, was die KFT als nach wie vor unbewältigte Gemischbildungs- und -Verteilungsprobleme des an sich modern konstruierten ohc-Triebwerks deutete.

## Modellvarianten

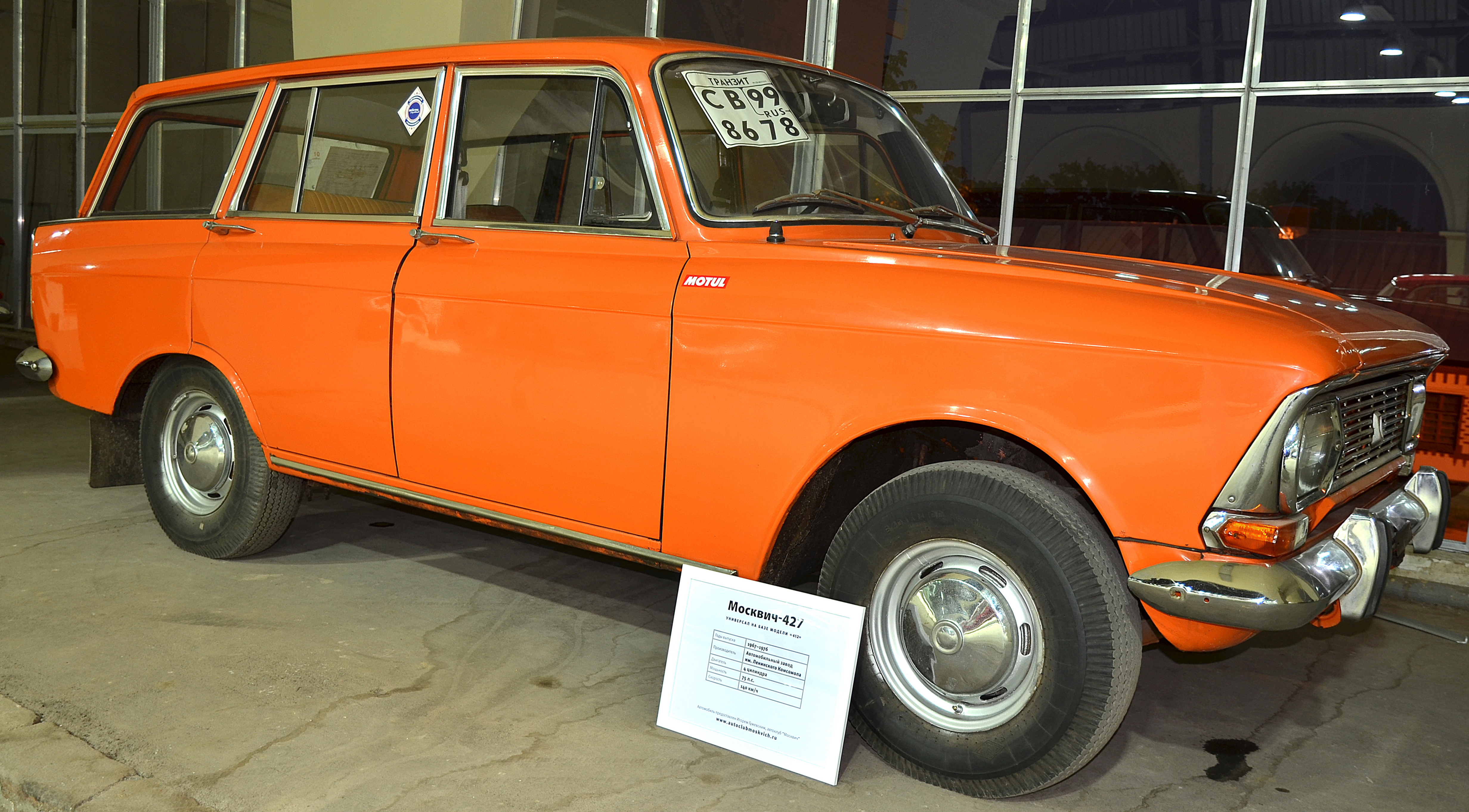
Moskwitsch-427, die Version als Kombi (2014)

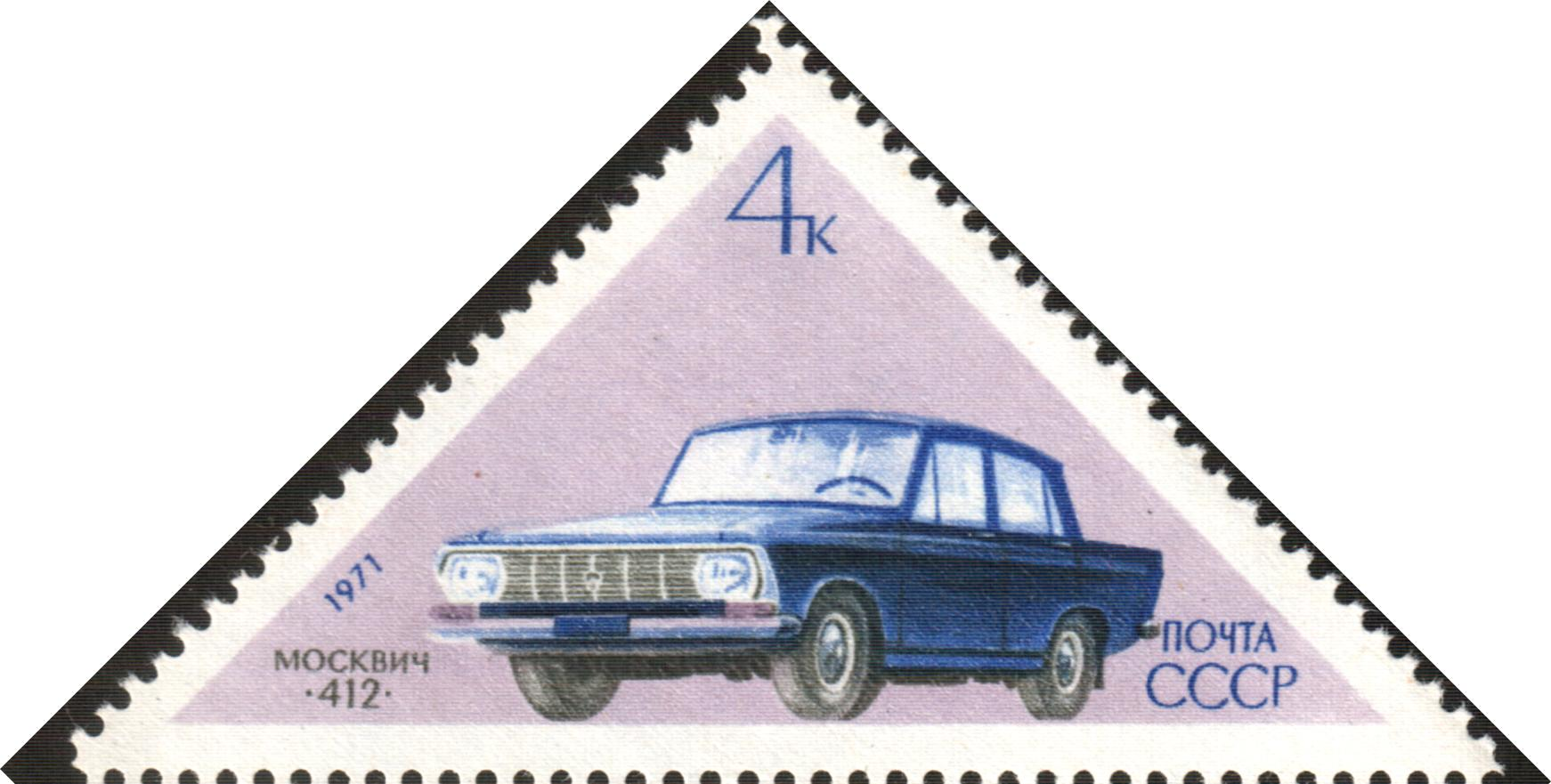
Der Moskwitsch-412 als Motiv einer sowjetischen Briefmarke von 1971

Wie schon bei seinem Vorgängermodell wurden auch vom Moskwitsch-412 außer der Limousine ein Kombi und ein Lieferwagen gebaut.

### Serienfahrzeuge
- Moskwitsch-412 – Limousine, viertürig.
- Moskwitsch-412IE – Grundmodell mit Limousinenkarosserie, ab 1969 auch für den Export gebaut.
- Moskwitsch-412Ju – Grundmodell mit Limousinenkarosserie, für den Export in Länder mit tropischem Klima.
- Moskwitsch-412M – Zum Transport von medizinischem Personal und Material, zum Beispiel um Hausbesuche bei Patienten durchzuführen.
- Moskwitsch-412P – Exportausführung als Rechtslenker.[37]
- Moskwitsch-412PJu – Exportausführung als Rechtslenker, für tropische Gebiete.
- Moskwitsch-412T – Modell, speziell als Taxi ausgerüstet und lackiert.
- Moskwitsch-427 – Version als fünftüriger Kombi.
- Moskwitsch-427P – Fünftüriger Kombi für den Export, rechtsgelenkt.[38]
- Moskwitsch-434 – geschlossener Kastenwagen mit lediglich zwei Türen + einer Flügeltür am Heck. Nutzmasse 550 kg.[33]
- Moskwitsch-434P – Kastenwagen in Exportausführung als Rechtslenker.[39]

### Produktion im Zweigwerk Ischmasch

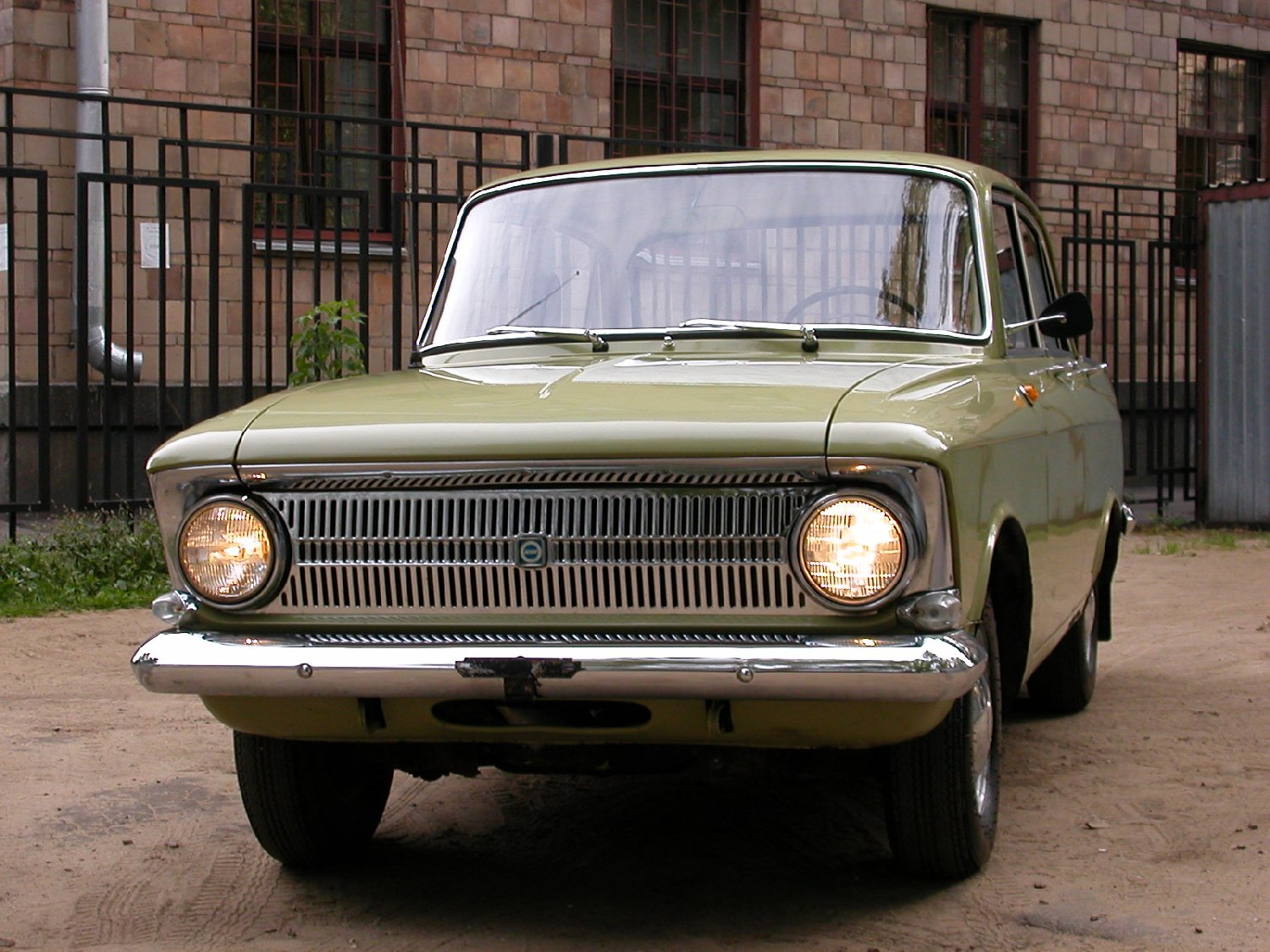
Moskwitsch-412IE aus der Produktion von Ischmasch, Baujahr 1974. Unterscheidungsmerkmale sind die runden Scheinwerfer, der geänderte Grill und das Herstellerlogo. Fotografiert 2009

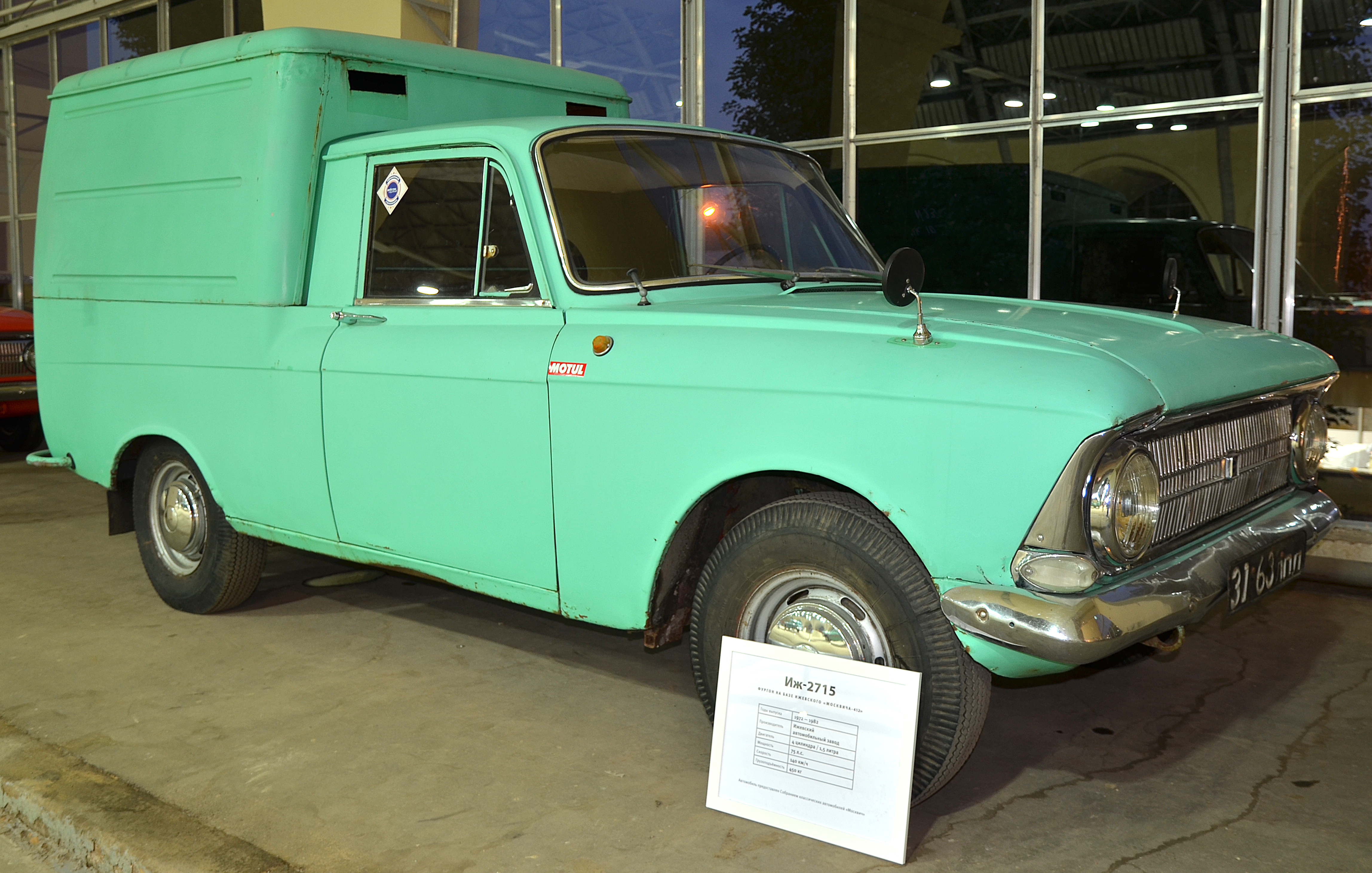
ISCH-2715, Pickup auf Basis des Moskwitsch-412 (2014)

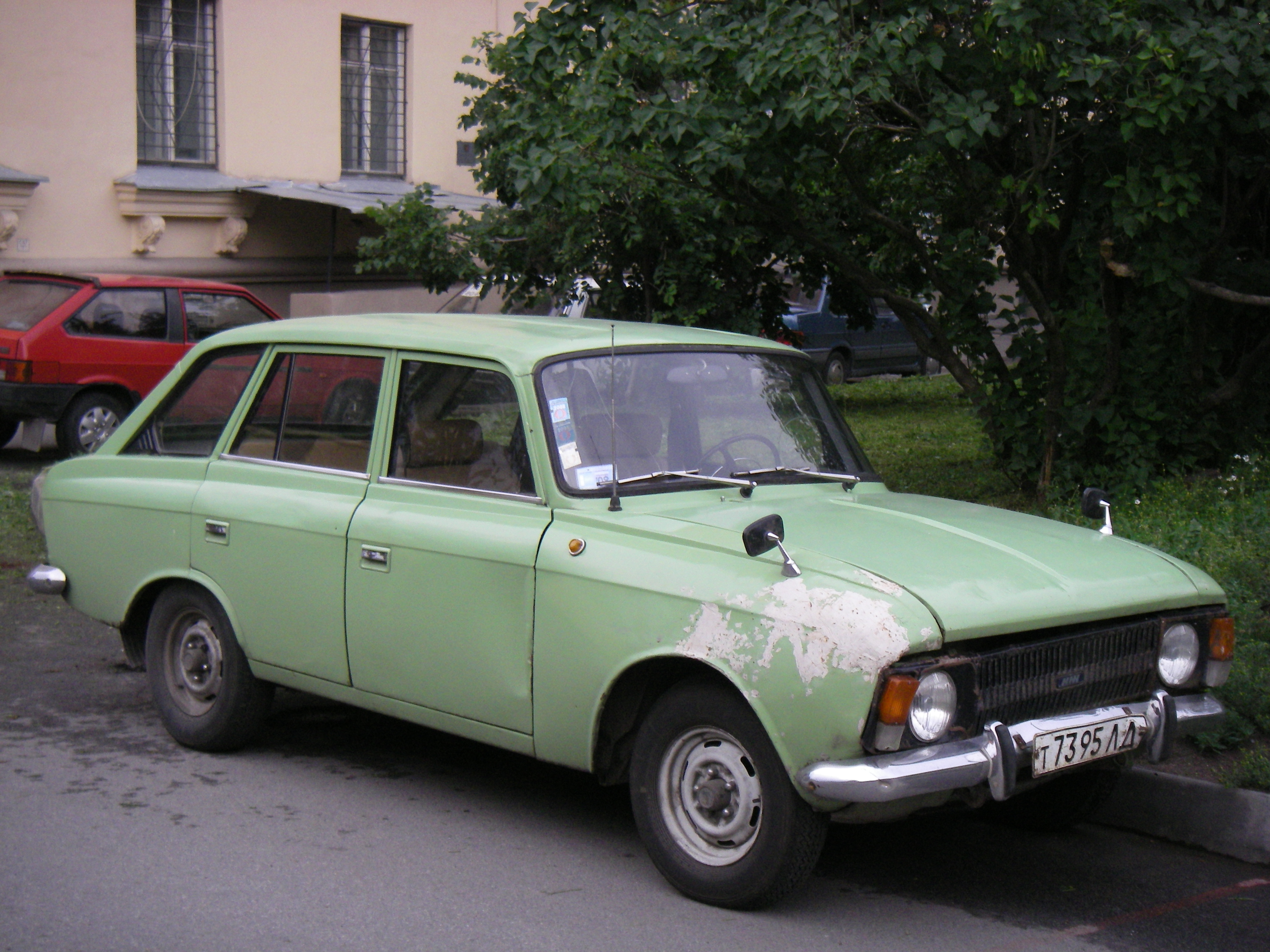
ISCH-2125, Kombi mit Schrägheck (2007)

Ab 1967 wurde der Moskwitsch-412 auch im Zweigwerk Ischmasch in Ischewsk gefertigt. Die Fahrzeuge aus dieser Produktion waren allein für den sowjetischen Binnenmarkt bestimmt. Sie unterschieden sich in Aufbau und der Innenausstattung anfangs nur in wenigen Details vom Moskauer Modell, wurden aber anscheinend geringer in die Modellpflege einbezogen, so dass Armaturenbrett und Kühlerpartien bei ihnen erst später angepasst wurden. Vom Moskwitsch-412 entstanden bei Ischmasch insgesamt 2.317.439 Exemplare, die Produktion wurde erst 2001 nach 34 Jahren eingestellt. Von ihm abgeleitet wurden die Modelle ISCH-2715 (Pickup) und ISCH-2125 (Kombi mit Schrägheck). Sie wurden ab 1972 bzw. 1973 gebaut. Vom ISCH-2715 entstanden 1.076.954 Fahrzeuge, vom ISCH-2125 insgesamt 414.187 Exemplare. Beide Modelle wurden ähnlich lange wie der Moskwitsch-412 in Ischewsk produziert.

### Prototypen
- Moskwitsch-434G – Basierend auf dem Fahrgestell des Lieferwagens, jedoch mit Pick-up-Karosserie. Gebaut 1976, jedoch nie in Serie gegangen. Ischmasch baute ein ähnliches Fahrzeug als Version des ISCH-2715 in großen Stückzahlen.[41]

## Technische Daten
Für die Limousine Moskwitsch-412 Stand 1971, soweit bekannt.
- Motor: Vierzylinder-Ottomotor, OHC-Ventilsteuerung und Hemi-Bauweise
- Motortyp: „Moskwitsch-412“
- Leistung: 75 PS (55 kW) bei 5800 min−1
- Hubraum: 1478 cm³
- Bohrung: 82,0 mm
- Hub: 70,0 mm
- Verdichtung: 8,8:1
- Drehmoment: 112 Nm bei 3000–3400 min−1
- Treibstoff: Benzin
- Tankinhalt: 46 l
- Verbrauch: 8,8 l/100 km nach Norm, in der Praxis etwa 10 l/100 km
- Getriebe: handgeschaltetes Viergang-Getriebe mit Rückwärtsgang, vollsynchronisiert, Mittelschalthebel
- Höchstgeschwindigkeit: 140 km/h
- Beschleunigung: von 0 auf 100 km/h in 18,8 s
- Achse vorn: um 15° schräg liegende Doppelquerlenker, Schraubenfedern, Teleskopstoßdämpfer, Querstabilisator
- Achse hinten: Starrachse an Längsblattfedern, schräg stehende Teleskopstoßdämpfer
- Lenkung: Globoidschneckengetriebe
- Bremsen: Trommelbremsen (vorn Duplex, hinten Simplex), Unterdruck-Bremskraftverstärker, Einkreissystem
- Bordspannung: 12 V, Minus an Masse
- Anlasser: Typ ST1 13-B
- Sitzplätze: regulär 4, für 5 Personen ohne zusätzliches Gepäck und mit höherem Reifendruck zugelassen
- Antriebsformel: 4×2 (Hinterradantrieb)

Abmessungen und Gewicht
- Länge: 4090 mm
- Breite: 1550 mm
- Höhe: 1440 mm
- Radstand: 2400 mm
- Spurweite vorne: 1237 mm
- Spurweite hinten: 1227 mm
- Bodenfreiheit: 178 mm
- Wendekreis: 11 m
- Reifendimension: 6,00–13″
- Leergewicht: 1000 kg, auch 1045 kg angegeben
- zulässiges Gesamtgewicht: 1340 kg
- Achslast vorne: 645 kg
- Achslast hinten: 695 kg